# 閔泳煥
閔泳煥（韓語：민영환，1861年7月2日—1905年11月30日）字文若，號桂庭，是朝鮮國的大臣，為驪興閔氏的一員，閔致久的孫子、閔謙鎬的兒子、高宗國王的表兄弟。明成皇后是他的表嫂。1905年日本同朝鮮簽訂乙巳條約後閔泳煥自盡身亡。朝鮮高宗賜諡忠正。

## 生平
閔泳煥生於1861年7月2日，父親閔謙鎬為朝鮮國末期閔妃派外戚代表之一。1878年闵泳焕参加科举考试，获庭试文科丙科及第，1881年任同副承旨，后升任成均馆大司成，亦曾任禮曹、兵曹、刑曹、吏曹等四曹判書。壬午軍亂時，閔謙鎬被暴動群眾打死，於是閔泳煥辭了官。
閔泳煥1896年以特使身分参加俄羅斯沙皇尼古拉二世的加冕典礼，也利用這個機會在英國等地遊覽，見識西方文化。
1897年時，閔泳煥擔任朝鮮駐6個歐洲國家的全權代表，大韓帝國成立後獲頒太極章。

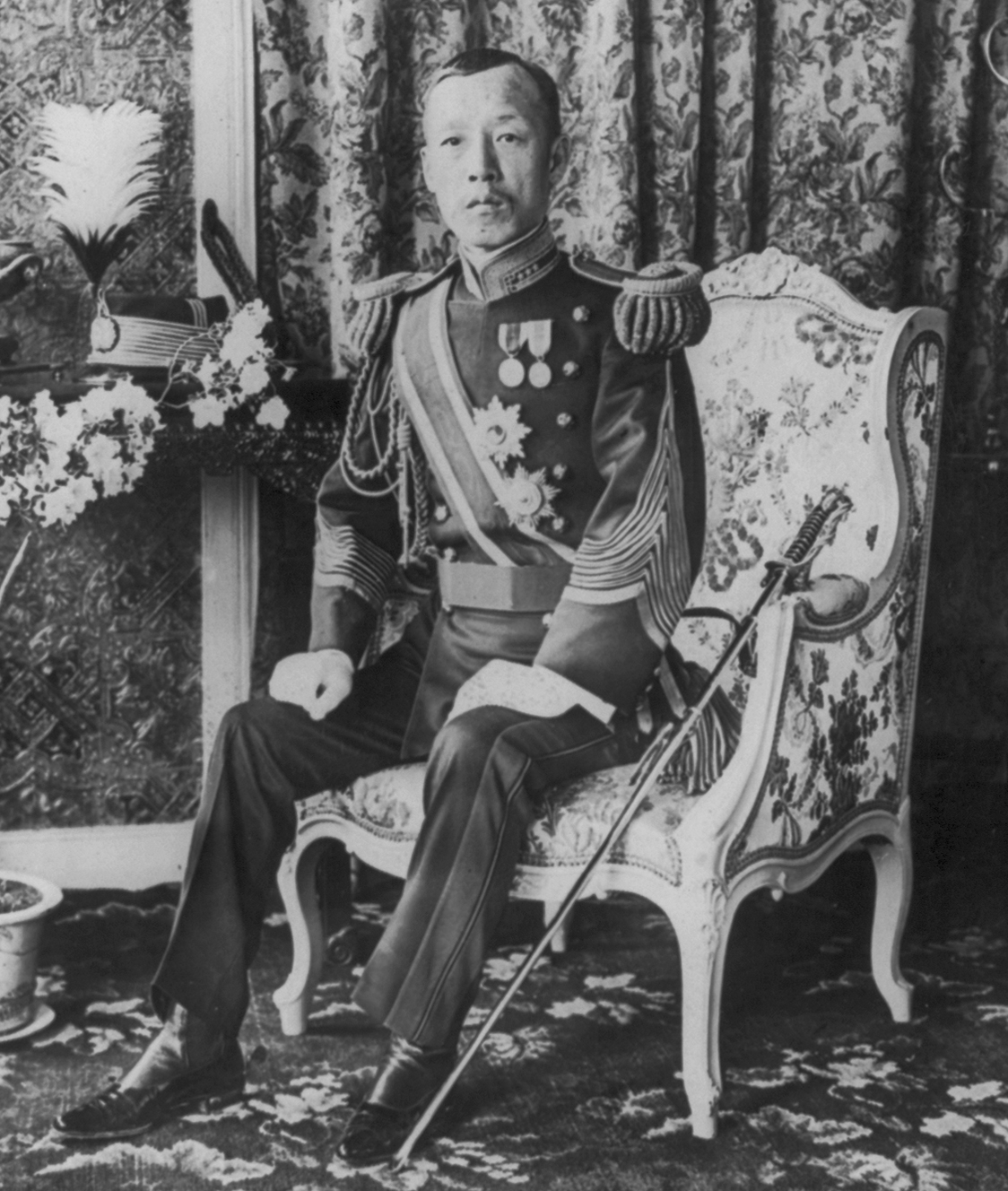
閔泳煥（1904年）

閔泳煥非常反對日本。1905年《乙巳條約》簽訂後自殺，留給朝鮮人民一封遺書《訣告我大韓帝國二千萬同胞》：

嗚呼，國恥民辱乃至於此，我人民將且殄滅於生存競争之中矣。夫要生者必死，期死者得生，諸公豈不諒只。泳煥徒以一死仰報皇恩，以謝我二千萬同胞兄弟。泳煥死而不死，期助諸君於九泉之下，幸我同胞兄弟千萬億加奮勵，堅乃志氣，勉其學問，決心戮力復我自由獨立。即死，子當喜笑於冥冥之中矣。鳴呼！勿少失望。

## 榮譽
閔泳煥死後高宗追封為議政大臣，並下令為他建造墓所。1962年漢城當局頒發建國勳章給他，時任總統李承晚還為他寫了墓誌銘。

## 家族
- 祖父：閔致久（1795－1875）
  - 姑母：純穆大院妃（1818－1898）
  - 姑丈：兴宣大院君（1820－1898）
    - 表哥：朝鮮高宗（1852－1919）
    - 表嫂：明成皇后（1851－1895）

  - 養父：閔泰鎬（1828－1860），閔致久長子
  - 養母：貞敬夫人延安金氏（1828－1891）[7]
    - 養姐：閔氏（1859－？），閔泰鎬獨生女，金永迪（光山金氏，金九鉉之子）妻[8][9]

  - 二叔：閔升鎬（1830－1875），閔致久次子，出繼為閔致祿養子；明成皇后養兄
  - 生父：閔謙鎬（1838－1882），閔致九三子
  - 生母：貞敬夫人達城徐氏（1837－1925），徐庚淳與平山申氏之女
    - 元配：貞敬夫人安東金氏（1861－1893），金明鎮與青松沈氏之女
    - 繼配：貞敬夫人密陽朴氏（1875－1947），朴龍勳與順興安氏之女；有三子二女
      - 長子：閔範植（1899－1934），有三子二女
      - 長女婿：趙元九，本貫豐壤趙氏，父趙東璿；有三子
      - 次女婿：李海善，本貫全州李氏，朝鮮貴族李達鎔（朝鲜语：이달용）男爵之子；有三子
      - 次子：閔章植（1904－1961），有二子二女
      - 三子：閔匡植（1905－1961），有二子三女

    - 弟：閔泳瓚（1874－1951）
    - 妹：閔氏，金鎮赫（清風金氏，金奎弘之子）妻